# Kościół Narodzenia Najświętszej Maryi Panny w Osieku Łużyckim
Kościół Narodzenia NMP w Osieku Łużyckim – zabytkowy kościół w miejscowości Osiek Łużycki.
Pierwotnie gotycki kościół ewangelicki, obecnie rzym.-kat. parafialny, zbudowany w 1532, przebudowany w XVII w. Przy kościele cmentarz ewangelicki, obecnie rzym.-kat. z XVII w.
W agrafie (zworniku) nad wejściem tarcza herbowa z dwoma herbami szlacheckimi von:  Seidel, właścicieli pałacu w pobliskiej Łomnicy.

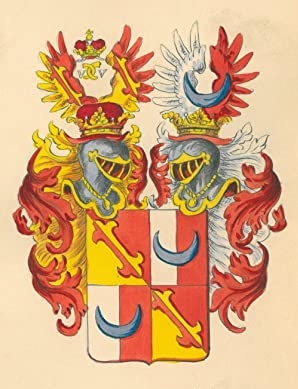
Herb von Seidel